# Refuge de l'abbaye de Loos
Le refuge de l'abbaye de Loos était la maison de ville des moines de l'abbaye Notre-Dame de Loos à Lille. Il est situé rue Jean-Jacques Rousseau et rue des Trois-Molettes dans le quartier du Vieux-Lille. Ses façades et toitures sont inscrites au titre des monuments historiques par arrêté du 10 avril 1980.

## Historique
Peu après la fondation de l'abbaye Notre-Dame de Loos, Bernard, seigneur de Roubaix, donne sa maison de Lille aux religieux de l'abbaye pour mettre en sureté leurs biens et leurs personnes dans la ville fermée. Elle est détruite en 1301 lors de la construction du château de Courtrai élevé par Philippe le Bel et le roi leur donne en échange une maison dans la Grande-Chaussée de Lille. À partir de 1481, l'abbé Pierre Dubois achète plusieurs maisons dans le quartier de Sainte-Catherine. Entre 1520 et 1530, l'abbé Denis Bauvin achète des jardins et terrains dans le même quartier, qui s'étendent de l'actuelle rue de l'Abbaye-de-Loos jusqu'à la rue d'Houdain et la rue d'Angleterre. L'extension des surfaces possédées par les religieux devient telle que la place de la Croix-Sainte-Catherine prend le surnom de place de l'Abbé à qui tout faut.
En 1538, la maison de la Grande-Chaussée étant devenue trop exiguë, Denis Bauvin commence à bâtir un nouveau refuge sur les terrains acquis dans le quartier Sainte-Catherine. Le 3 septembre 1545, le grand incendie de Lille détruit 212 maisons, dont celle des religieux rue Grande-Chaussée ainsi que le refuge et sa chapelle. C'est alors que les bâtiments du refuge qui sont parvenus jusqu'à nous sont reconstruits dans la rue qui prendra le nom de rue de l'Abbaye-de-Loos. Le refuge est de nouveau endommagé par le feu le 8 décembre 1624. Le domaine du refuge était aussi une source de revenus pour les abbés, une partie des bâtiments étant louée. C'est ainsi que Charles François de Virot de Sombreuil, lieutenant du roi à Lille, y a logé de 1776 à 1786.
Le 6 juillet 1791, le domaine est mis en vente, pour une valeur estimée à 39 600 florins, ainsi qu'une maison appartenant à l'abbaye dans la même rue, estimée à 4 600 florins. Le tout a été vendu 56 500 florins.

## Description
Les biens mis en vente en 1791 comprenaient un grand corps de bâtiment avec ailes et remises, écuries, cours et jardins. Seul le corps de bâtiment demeure aujourd'hui, ainsi que le porche d'accès au domaine qui permet d'accéder à un jardin public, le jardin de l'Abbaye-de-Loos.